# Östra Nylands tingsrätt

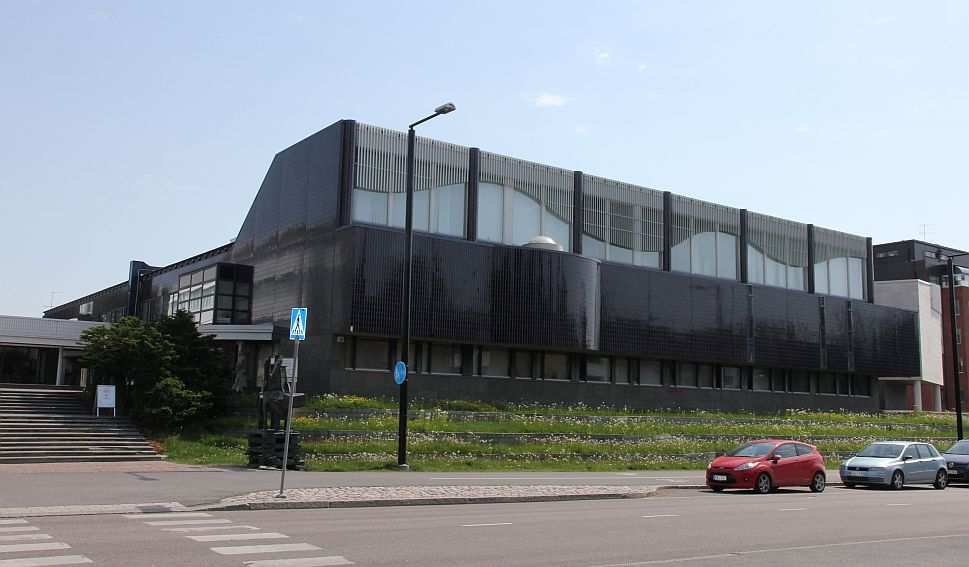
Vanda rättshus.

Östra Nylands tingsrätt (finska: Itä-Uudenmaan käräjäoikeus) är en tingsrätt i Finland som ligger under Helsingfors hovrätt. Tingsrätten har kanslier i Vanda och Hyvinge och en sessionsplats i Borgå. Dessutom har stämningsmän betjäningsställen i Borgå. Betjäningsställen i Träskända stänges år 2020. 
Östra Nylands tingsrätt bildades i början av 2019 genom att sammanslå fyra tingsrätter (Östra Nyland, Tusby och Vanda tingsrätter samt en del av Hyvinge tingsrätt).

## Domkrets
Domkretsen för Östra Nylands tingsrätt omfattar följande kommuner:

### Nyland
- Askola
- Borgnäs
- Borgå
- Buckila
- Hyvinge
- Kervo
- Lappträsk
- Lovisa
- Mörskom
- Mäntsälä
- Nurmijärvi
- Sibbo
- Tusby
- Träskända
- Vanda

### Kymmenedalen
- Pyttis